# Monjas
Monjas è un comune del Guatemala facente parte del Dipartimento di Jalapa.
L'abitato è certamente esistito dai primi del XVIII secolo, ma il primo documento conosciuto in cui se ne parla è del 1773; il comune venne invece istituito il 26 agosto 1911.